# Wilhelmsplatz (Hückeswagen)
Der Wilhelmsplatz (auch Wilhelmplatz) ist ein zentraler Platz in Hückeswagen.
Er befindet sich am Ende der Islandstraße zwischen der Einmündung der Islandstraße in die Bahnhofstraße und die Goethestraße. Auf dem Platz befindet sich ein Brunnen, der im Volksmund „Schaschlikbrunnen“ genannt wird.
1897 war der Platz noch ein Tränkweiher für Postpferde. Der Hückeswagener Unternehmer Jean Beché startete um 1900 eine Unterschriftenaktion mit dem Ziel der Verschönerung des Platzes. Diese hatte Erfolg. Die Eröffnung sollte am 6. Februar 1906 erfolgen. Anlass war die Silberhochzeit von Kaiser Wilhelm II.; letztlich wurde der Platz am 6. Mai 1906 eröffnet. Das Wahrzeichen war ein Brunnen mit einem kleinen Jungen als Statue mit einem Frosch auf dem Bein. 1920 wurde der Figur der Kopf abgeschlagen.
1978–80 erfolgte ein großer Stadtumbau. Die Goethestraße wurde gebaut, und auch ein neuer Brunnen mit einer Bronze-Skulptur des Wülfrather Steinmetz und Bildhauers Kurt Räder wurde am 21. März 1980 errichtet. 2007 wurde auf dem Wilhelmsplatz erstmals eine Außengastronomie genehmigt. Am Platz befindet sich das Wohnhaus des bergischen Schriftstellers und Dichters Vinzenz von Zuccalmaglio, (1806–1876). Er lebte von 1848 bis 1856 als Notar im Haus Islandstraße 52. 
Ab dem Frühjahr 2011 wird der Platz durch den Bau der neuen Stadtstraße aufgewertet. Durch die Verkehrsberuhigung der Bahnhofstraße wird die Aufenthaltsqualität gesteigert.

Koordinaten: 51° 8′ 59,9″ N, 7° 20′ 33,6″ O